# Ranunculus vestitus
Ranunculus vestitus är en ranunkelväxtart som beskrevs av Nathaniel Wallich. Ranunculus vestitus ingår i släktet ranunkler, och familjen ranunkelväxter. Inga underarter finns listade i Catalogue of Life.